# Dvorak (cràter)
Dvorák és un cràter d'impacte en el planeta Mercuri de 75 km de diàmetre. Porta el nom del compositor txec Antonín Dvořák (1841-1904), i el seu nom va ser aprovat per la Unió Astronòmica Internacional el 1976.